# Baca Kurti
Baca Kurti, född ca 1807 i Milesh i Osmanska riket, död 1881 i Milesh i Osmanska riket, var en albansk stamledare och var en av medlemmarna av Prizrenligan. 
Kurti föddes i Milesh och tillhörde Grudastammen. 1856 blev han vojvod.  
Han var en av de 15 osmanska delegaterna från norra Albanien som var med i Berlinkongressen. Han gick med Prizrenligan efter beslutet av Berlinkongressen om att ge de albansk bebodda områden Hoti, Gruda, Plava och Gusinje till Montenegro. När Montenegro gick in i territoriet som de hade fått av Berlinkongressen, organiserade Baca Kurti och andra stamledare en armé på 10 000 man och vann slaget i Nokshiq.